# Moritz Heling

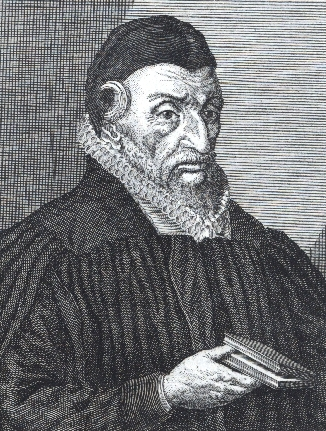
Moritz Heling

Moritz Heling (auch: Heiling, Helling; * 21. September 1522 in Friedland; † 2. Oktober 1595 in Nürnberg) war ein deutscher evangelischer Theologe.

## Leben
Aus einer verarmten Adelsfamilie stammend, besuchte er die Schule seines Heimatsorts, war dann in Königsberg (Preußen) und Elbing. Im Anschluss begab er sich 1543 für ein Studium an die Universität Wittenberg, wo er sich besonders an Philipp Melanchthon orientierte. 1545 ging er als Lehrer nach Halle (Saale), kehrte 1547 nach Wittenberg zurück, erwarb am 18. September 1548 den akademischen Grad eines Magisters und übernahm daraufhin das Rektorat der Schule in Eisleben.
Da er sich 1554 im Majoristischen Streit verdächtig gemacht hatte, wurde er dort abgesetzt und kehrte abermals nach Wittenberg zurück. 1555 ging er auf Melanchthons Empfehlung nach Nürnberg, wo er Superintendent und Pfarrer an der Sebalduskirche wurde. In dieser Funktion war er an den konfessionellen Auseinandersetzungen um Andreas Osiander und Kaspar Schwenckfeld beteiligt. Zudem war er aktiv bei der Einführung des Katechismusunterrichts, der Ordinationen, war bei den Kirchenvisitationen tätig und beteiligte sich am Frankfurter Rezess von 1558.
In die Auseinandersetzungen zwischen Gnesiolutheranern und Philippisten war er involviert und wurde daher am 2. März 1575 gegen seinen Willen in den Ruhestand versetzt. Dennoch blieb er weiter tätig und wurde als Berater in verschiedenen Angelegenheiten eingesetzt. So war er 1577 Mitverfasser der Nürnberger Zensur des bergischen Buches und wirkte mit an der Stiftung und der Einrichtung der Universität Altdorf. Er hatte dabei für die Stipendien gesorgt, hatte die Aufsicht über den Buchladen und den Messkatalog. Zwar war er 1588 bei der Beilegung des Streits um die Ideen des Matthias Flacius im damaligen Erzherzogtum Österreich beteiligt, zog sich aber mit zunehmendem Alter von den theologischen Kontroversen der Zeit zurück. Heling legte auch chronologische Tabellen zur Geschichte der Monarchie an.
Er war dreimal verheiratet, aus diesen Ehen stammen 20 Kinder.

## Werkauswahl
- CARMEN || DE OBITV PII ET HONE=||STI VIRI CHRISTOPHORI || SCHRAM SENATORIS ET BIBLI=||OPOLAE VITEBERGENSIS || LIPSIAE SE=||PVLTI,|| SCRIPTVM A MAGISTRO || MAVRITIO HELLINGO || BORVSSO. Leipzig: Valentin Bapst d. Ä., 1550.
- CARMEN || DE NATALI CHRISTI.|| SCRIPTVM A MAVRI=||TIO HELLINGO || BORVSSO. Wittenberg: Johann Krafft d. Ä., 1551.
- COLLOQVIVM || INTER || NORICVM,|| ET POLONVM, DE PA=||tria, Parentibus, Vita, et obitu ornatissimi, ac || prudentissimi Viri Domini ZACHA=||RIAE RʹVDT, Ciuis, et Consulis || Posnaniensis,|| ET || ... CATHARINAE,|| FILIAE ... D.STANISLAI BA=||belovij, Coniugis D.Zachariae Rüdt,|| ac testificandum gratae men-||tis indicium,|| CONSCRIPTVM || à || M.MAVRICIO HE=||lingo Borusso. Nürnberg: Leonhard Heußler, 1587
- VERSVS NVMERALES || DE NAVALI || CONFLICTV ET VI-||CTORIA ANGLORVM CON-||TRA CLASSEM HISPANICAM,|| ANNO CHRISTI || 1588.|| QVIBVS || Adjecta sunt Parentalia, et Epi-||taphia Ducis Guisii, et fra-||tris Cardinalis:|| et || Alia disticha numeralia, quae o-||mnia annum Christi 1588, literis || numeralibus exprimunt. 1588.
- Libellus || VERSIFICA-||TORIVS, EX GRAECIS || ET LATINIS SCRIPTORI-||BVS COLLECTVS, ET SECVNDVM || Alphabeti seriem, in Locos communes di=||gestus ... Cum praefatione Apologetica, pro || D. Philippo Melanchthone Nürnberg: Katharina Gerlach, 1590.
- DE || SIGNIS || PRAENVNCI-||IS POSTREMAE || DIEI,|| Parricidio Monachi, inter-||fectoris Regis Galliarum Henrici III. et || successore legitimo Henrico IV. Borbo=||nio. Quae omnia, versibus numera-||libus expressa sunt ad an-||num C. 1589. 1591.
- PERIOCHA,|| id est,|| ARGVMENTA || SINGVLORVM CAPI-||TVM, ET LOCORVM || communium breves consigna-||tiones, in libros || JOSVAE,|| JVDICVM,|| & || RVTH.|| Scripta à || M.Mauricio Helingo, Nori-||bergensis Ecclesiae Mi-||nistro. Nürnberg: Katharina Gerlach (Erben), 1593.